# ولایت چیکوزن

نقشه ژاپن در سال ۱۸۶۸ میلادی. این ولایت با رنگ تیره مشخص شده است.

ولایت چیکوزن (به ژاپنی: 筑前国 Chikuzen no kuni) یکی از ولایت‌ها در تقسیم‌بندی کشوری قدیم ژاپن بود. این ولایت امروزه با بخشی از استان فوکوئوکا در کیوشو منطبق است.